# ФК Лангевни Таун
ФК Лангевни Таун (на английски: Llangefni Town Football Club; на уелски: Clwb Pêl-droed Tref Llangefni, Клуб Пеел-дройд Трев Лангевни) е уелски футболен клуб, базиран в едноименния град Лангевни. Състезава се във второто ниво на уелския футбол Къмри Алианс като през сезон 2007-2008 г. изпада от Уелската Висша лига. Играе мачовете си на стадион Боб Пари Фийлд.